# Fruit Ninja
Fruit Ninja, känt som Fruit Ninja HD i Ipad och Fruit Ninja THD för Nvidia Tegra 2-baserade Androidtelefoner, är ett datorspel i vilket frukter flyger upp från undersidan av skärmen och genom att dra med fingret över skärmen vid rätt ögonblick skall spelaren skära itu dem. Ibland hoppar bomber upp, och då gäller det att vara på sin vakt. Skär man i en sådan förlorar man.

## Versioner
Spelet finns för IOS, Android, Windows Phone, Bada, Symbian, Xbox 360, Playstation 3 och Playstation Vita, utvecklat och utgivet av Halfbrick Studios. Spelet släpptes den 21 april 2010 till Ipod Touch och Iphone-enheter. Den 12 juli 2010 släpptes det till Ipad och den 17 september 2010 till Android-enheter. Spelet släpptes även till Windows Phone den 22 december 2010 och mars 2011, till Bada-enheter och Symbian-enheter. 
Den 10 augusti 2011 släpptes Fruit Ninja till Xbox 360 där spelet har stöd för Kinect.
Den 20 oktober 2011 släppte Dreamworks och Halfbrick spelet Fruit Ninja: Puss in Boots till Iphone, Ipod Touch och Ipad, och den 28 november 2011 till Android-enheter.
I juni 2012 kom en ny uppdatering, där fler bakgrunder och "blades" var tillgängliga, och där ett poängsystem introducerades med den nya funktionen Gutsu and Truffe.